# Maškovce
Maškovce – wieś (obec) na Słowacji położona w kraju preszowskim, w powiecie Humenné. Pierwsze wzmianki o miejscowości pochodzą z roku 1574.
Według danych z dnia 31 grudnia 2010, wieś zamieszkiwało 47 osób, w tym 25 kobiet i 22 mężczyzn. Dwa lata później we wsi mieszkały 54 osoby (28 kobiet i 26 mężczyzn).
W 2001 roku rozkład populacji względem narodowości i przynależności etnicznej wyglądał następująco:
- Słowacy – 88,89%
- Rusini – 7,94%
- Ukraińcy – 3,17%

Ze względu na wyznawaną religię struktura mieszkańców kształtowała się w 2001 roku następująco:
- Katolicy rzymscy – 17,46%
- Grekokatolicy – 68,25%
- Prawosławni – 14,29%